# I Am What I Am
A I Am What I Am (magyarul: Az vagyok, aki vagyok) Emma Muscat máltai énekesnő dala, mellyel Máltát képviselte a 2022-es Eurovíziós Dalfesztiválon Torinóban. A dal belső kiválasztás során nyerte el a dalversenyen való indulás jogát.

## Eurovíziós Dalfesztivál
2021. december 30-án vált hivatalossá, hogy az énekesnő Out of Sight című dala is bekerült a Malta Eurovision Song Contest elnevezésű nemzeti döntő mezőnyébe. A dal február 20-án megnyerte a nemzeti döntőt, ahol a szakmai zsűri, valamint a nézői szavazatok együttese alakította ki a végeredményt. Március 14-én bejelentették, hogy mégsem ezzel a dallal fog szerepelni a dalfesztiválon, helyette ezzel a dallal.
A dalfesztivál előtt Londonban, Tel-Avivban Amszterdamban és Madridban eurovíziós rendezvényeken népszerűsítette versenydalát.
Az Eurovíziós Dalfesztiválon a dalt először a május 12-én rendezett második elődöntőben adták elő fellépési sorrend szerint hatodikként a Grúziát képviselő Circus Mircus Lock Me In című dala után és a San Marinót képviselő Achille Lauro Stripper című dala előtt. Az elődöntőben a nézői szavazatok és a nemzetközi zsűrik pontjai alapján nem került be a dal a május 14-én megrendezésre került döntőbe. Összesítésben 47 ponttal a 16. helyen végzett.
A következő máltai induló a The Busker Dance (Our Own Party) című dala volt a 2023-as Eurovíziós Dalfesztiválon.

## A dal háttere
A dal egy közepes tempójú popdal, mely zongorakísérettel kezdődik. A dal szövegében az énekesnő önmagunk elfogadására buzdít. 
Dotter svéd énekesnő szolgáltatja a vokált a dal stúdióváltozatában.